# Gare de Créchy
La gare de Créchy est une ancienne gare ferroviaire française de la ligne de Moret - Veneux-les-Sablons à Lyon-Perrache, située sur le territoire de la commune de Créchy, dans le département de l'Allier en région Auvergne-Rhône-Alpes.
Elle est mise en service en 1854 par la Compagnie du chemin de fer Grand-Central de France. Elle est fermée au trafic voyageurs.

## Situation ferroviaire
Établie à 253 mètres d'altitude, la gare de Créchy est située au point kilométrique (PK) 347,843 de la ligne de Moret - Veneux-les-Sablons à Lyon-Perrache, entre les gares de Varennes-sur-Allier (ouverte) et de Billy - Marcenat (fermée).

## Histoire
La Compagnie du chemin de fer Grand-Central de France met en service le 19 juin 1854, la section de Varennes à Saint-Germain-des-Fossés, via la station intermédiaire de Créchy , de sa ligne de Moulins à Roanne.
En 1911, la gare de Créchy est listée dans la Nomenclature des gares, stations et haltes de la Compagnie des chemins de fer de Paris à Lyon et à la Méditerranée. Seule gare intermédiaire entre Varennes et Saint-Germain-des-Fossés, elle dispose des services de la grande et de la petite vitesse.

## Service des voyageurs
La gare est fermée au trafic voyageurs.